# Gleby rdzawoziemne
Gleby rdzawoziemne – rząd gleb powstałych z piasków, którego cechą charakterystyczną są otoczki żelaziste na ziarnach piasku, powodujące rdzawe zabarwienie podpróchnicznego poziomu genetycznego.

## Charakterystyka
Rząd ten obejmuje gleby powstałe przy pomocy procesu rdzawienia (powstawania na ziarnach pisku nieruchliwych otoczek z kompleksów próchniczno-żelazistych) lub też dodatkowo wytrącania, w obrębie poziomu podpróchnicznego, żelaza z zasobnych w ten pierwiastek wód gruntowych. Morfologicznie mają profil glebowy przypominający profil gleby brunatnej, lecz poziomami diagnostycznymi są sideric dla gleb rdzawych i rubic dla gleb ochrowych. Skałą macierzystą są piaski różnej genezy, co ma kluczowe znaczenie dla fizycznych i chemicznych właściwości tych gleb. Mają niewielką wartość dla rolniczej uprawy roślin (mała retencja wody i zasoby składników pokarmowych dla roślin). Pod uprawę lasów uważane są za gleby dobre, choć podatne na degradację. Naturalnie porastają je bory mieszane i lasy mieszane.

## Systematyka
Rząd gleby rdzawoziemne jest nowo powstałym rzędem w systematyce gleb Polski z 2011 r. i jako taki nie występował wcześniej. Gleby zaliczane do tego rzędu, w systematyce gleb Polski z 1989 r. były zaliczane do rzędu gleb bielicoziemnych.
Rząd gleby rdzawoziemne dzieli się na dwa typy gleb:
- Rząd 4. Gleby rdzawoziemne (R)
  - Typ 4.1. Gleby rdzawe (RW)
  - Typ 4.2. Gleby ochrowe (RH)